# Abubakar Inalkaev
Abubakar Aslambekovič Inalkaev (in russo Абубакар Асламбекович Иналкаев?; 31 luglio 2004) è un calciatore russo, centrocampista del Türk Birlikspor Pinneberg.

## Carriera
Cresciuto nel settore giovanile dell'Achmat Groznyj, ha esordito in prima squadra il 22 settembre 2021 in occasione dell'incontro di Kubok Rossii vinto per 0-3 contro il Kajrat Mosca; quattro giorni dopo ha esordito anche in Prem'er-Liga, disputando l'incontro vinto per 1-2 sul campo del Rostov.

## Statistiche

### Presenze e reti nei club
Statistiche aggiornate al 24 aprile 2022.
| Stagione        | Squadra         | Campionato      | Campionato | Campionato | Coppe nazionali | Coppe nazionali | Coppe nazionali | Coppe continentali | Coppe continentali | Coppe continentali | Altre coppe | Altre coppe | Altre coppe | Totale | Totale |
| Stagione        | Squadra         | Comp            | Pres       | Reti       | Comp            | Pres            | Reti            | Comp               | Pres               | Reti               | Comp        | Pres        | Reti        | Pres   | Reti   |
| --------------- | --------------- | --------------- | ---------- | ---------- | --------------- | --------------- | --------------- | ------------------ | ------------------ | ------------------ | ----------- | ----------- | ----------- | ------ | ------ |
| 2021-2022       | Achmat Groznyj  | PL              | 4          | 0          | CR              | 1               | 0               |                    | -                  | -                  |             | -           | -           | 5      | 0      |
| Totale carriera | Totale carriera | Totale carriera | 4          | 0          |                 | 1               | 0               |                    | -                  | -                  |             | -           | -           | 5      | 0      |